# Кошилівці
Коши́лівці — село в Україні, у Товстенській селищній громаді Чортківського району Тернопільської області.

## Географія
Розташоване на річці Джурин, в центрі району.

## Археологічні відомості
Саме тут 1870 року були проведені перші археологічні розкопки на території Східної Галичини, які дали поштовх до вивчення трипільської культури в цих краях. Були знайдені сліди поселення часів трипільської культури і кераміка тієї епохи. Також розкопки проводили Раймунд Фрідріх Кайндль (1906), Карел Гадачек (1908-12), Леон Козловський та Ґ. Чайльд (1923).
Під час розкопок тут знайдено пам'ятки лінійно-стрічкової кераміки культури, трипільської культури і кулястих амфор культури. Найбільш відомим є поселення трипільської культури – Кошилівці-Обоз: 1998 до 120-річчя з часу його відкриття було проведено Міжнародну археологічну конференцію під патронатом М.Плав'юка. Серед знахідок – кам'яні та унікальні керамічні вироби (посуд і статуетки), а також залишки житлових і житлово-господарчих споруд.
Давньоруське поселення розміщене в урочищі “Стінка”. Давньоруський могильник з трупоспалювальним обрядом захоронення. 

## Історія

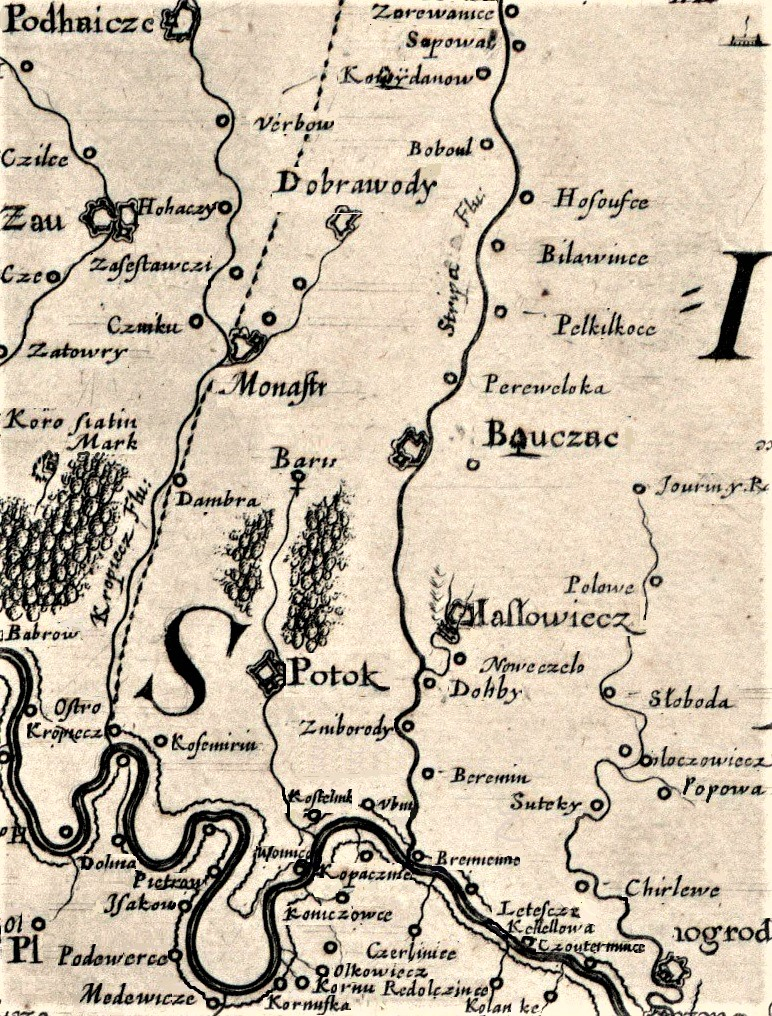
Кошилівці на мапі Гійома Левассера де Боплана

Перша письмова згадка – 1428 р. (згідно польських джерел); за іншими даними — 1469 р.
Село Кошилівці серед сусідніх сіл згадується у грамоті 7 червня 1471 р.
Було центром «Кошилівського ключа», який належав шляхтичам Язловецьким.
Протягом 1579—1640 рр. Кошилівці мали статус міста, були центром староства. 
За Австро-Угорщини діяла однокласна школа з українською мовою навчання, за Польщі – двокласна двомовна.
На території села були два млини, дві олійні, цукроварня, цегельня, гуральня, каменоломні, копальні глини, підземні печери.
Діяли філії товариств “Просвіта” (у різні часи головами були Петро Галушка, Йосип Лесик, Григорій Максимів), “Луг”, “Сільський господар”, “Союз Українок”, “Рідна школа”, кооператива, гуртки: аматорський, хоровий, самоосвітній. 
За переписом 1921 р., в селі було 177 дворів із населенням 1001 особа, на 1931 р. – 235 дворів (1046 осіб).
Після повернення радянської влади протягом 1944–1953 рр. за участь у національно-визвольній боротьбі ув’язнено понад 20 осіб, виселено у Сибір 46 осіб; загинуло 23 борці ОУН і УПА. Відомі борці за свободу:
- командир самооборонних кущових відділів Дмитро Гуцал (псевдо “Сава”; 1925–1946),
- командири боївок Іван Михайлик (“Лев”; загинув 1947 р.) та Михайло Тихоліз (“Черняк”; 1927–1947),
- підпільники Василь Тихоліз (1903 р. н.) і Василь Мельник (“Хмель”; 1927–1951), стрільці УПА: Петро Антонів (“Голуб”; 1912 р. н.), Василь (1922 р. н.) і Павло (“Беркут”; 1926–1946) Марчишини, Василь Приймак (1921 р. н.), Іван (1918 р. н.) та Павло ( “Чумак”; 1926 р. н.) Тихолізи.

12 червня 2020 року, відповідно до розпорядження Кабінету Міністрів України № 724-р «Про визначення адміністративних центрів та затвердження територій територіальних громад Тернопільської області» увійшло до складу Товстенської селищної громади.
19 липня 2020 року, в результаті адміністративно-територіальної реформи та ліквідації Заліщицького району, увійшло до складу новоутвореного Чортківського району.

## Населення

### Мова
Розподіл населення за рідною мовою за даними перепису 2001 року:
| Мова            | Кількість | Відсоток |
| --------------- | --------- | -------- |
| українська      | 617       | 99.84%   |
| інші/не вказали | 1         | 0.16%    |
| Усього          | 618       | 100%     |

## Релігія
- дві церкви Успіння Пресвятої Богородиці (1849, мурована, ПЦУ; 2011, УГКЦ);
- каплиця Матері Божої (1995);
- «фіґура» св. Маґдалини;
- 14 старих хрестів.

Муровано-дерев'яна тричастна церква Успіння Богородиці з надбрамною дзвіницею, укріплена могутніми контрфорсами — чудовий зразок подільської оборонно-сакральної архітектури (1564 — дата встановлена за вмурованою кам'яною дошкою з відповідною цифрою).
Оборонна вежа (1564 р.), що піднімається над бабинцем, у 18 ст. була перебудована на дзвіницю. Тоді ж кам'яні склепіння були замінені дерев'яними верхами.
В огорожу храму вмуровані могильні хрести 18 ст. (так звані «козацькі»).

## Відомі люди
- Петро Марчишин  (1892-1954) - провідний український громадський діяч на Далекому Сході та в Китаї
- Королюк Параска Василівна — активна учасниця Помаранчевої революції та подальших політичних подій в Україні.
- Петро Ландяк (1961 р.н.) - господарник, економіст, громадський діяч.
- Хаммоуда Наталія - письменниця, перекладачка, активістка, культурна діячка в Європі та Африці.

## Світлини

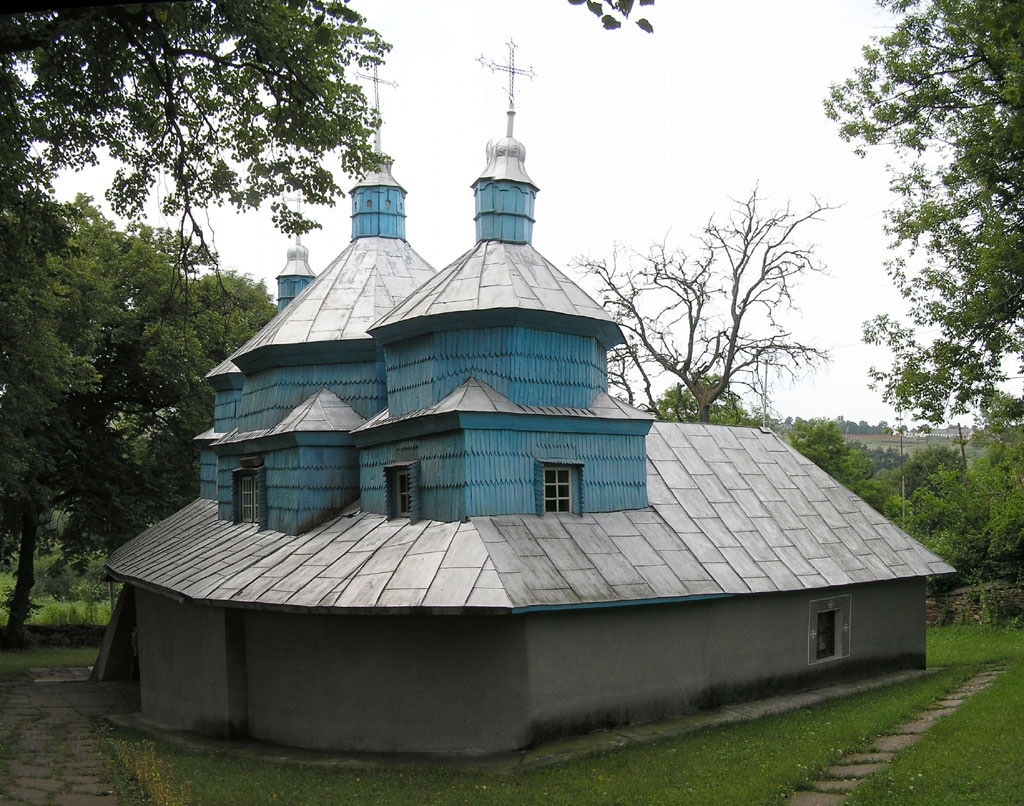
Церква Успіння Богородиці
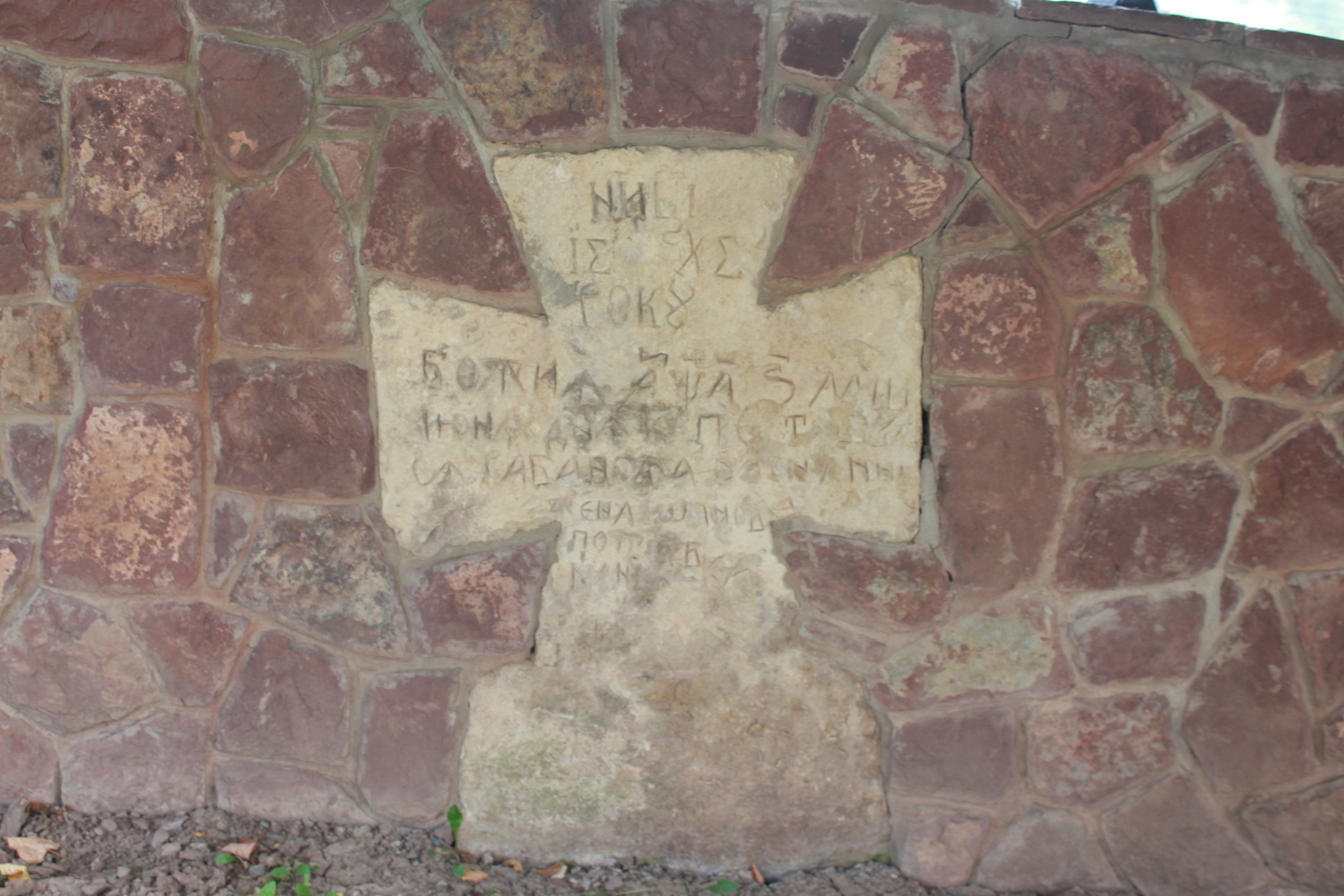
Могильний хрест в огорожі церкви Успіння
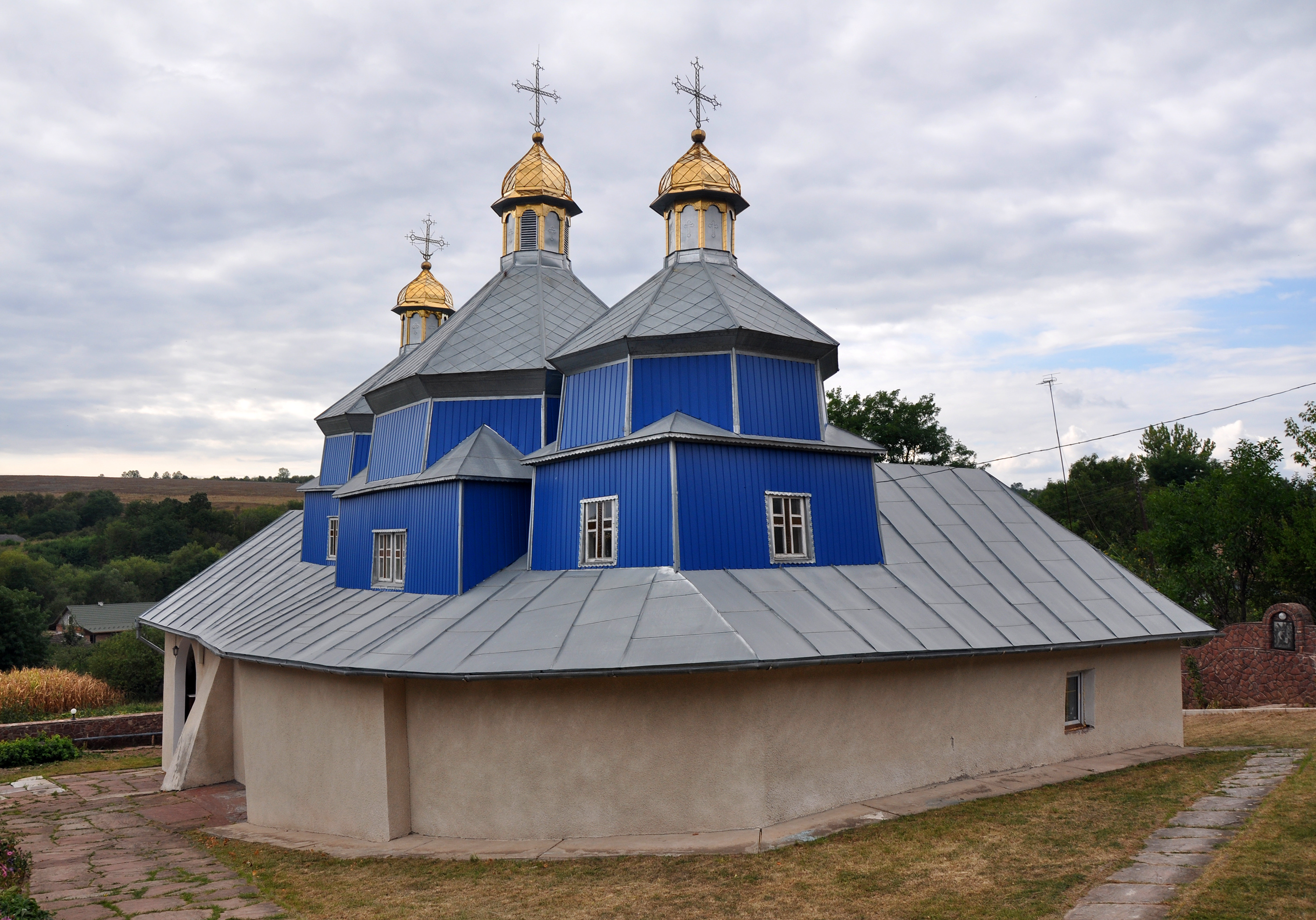
Церква Успіння Богородиці
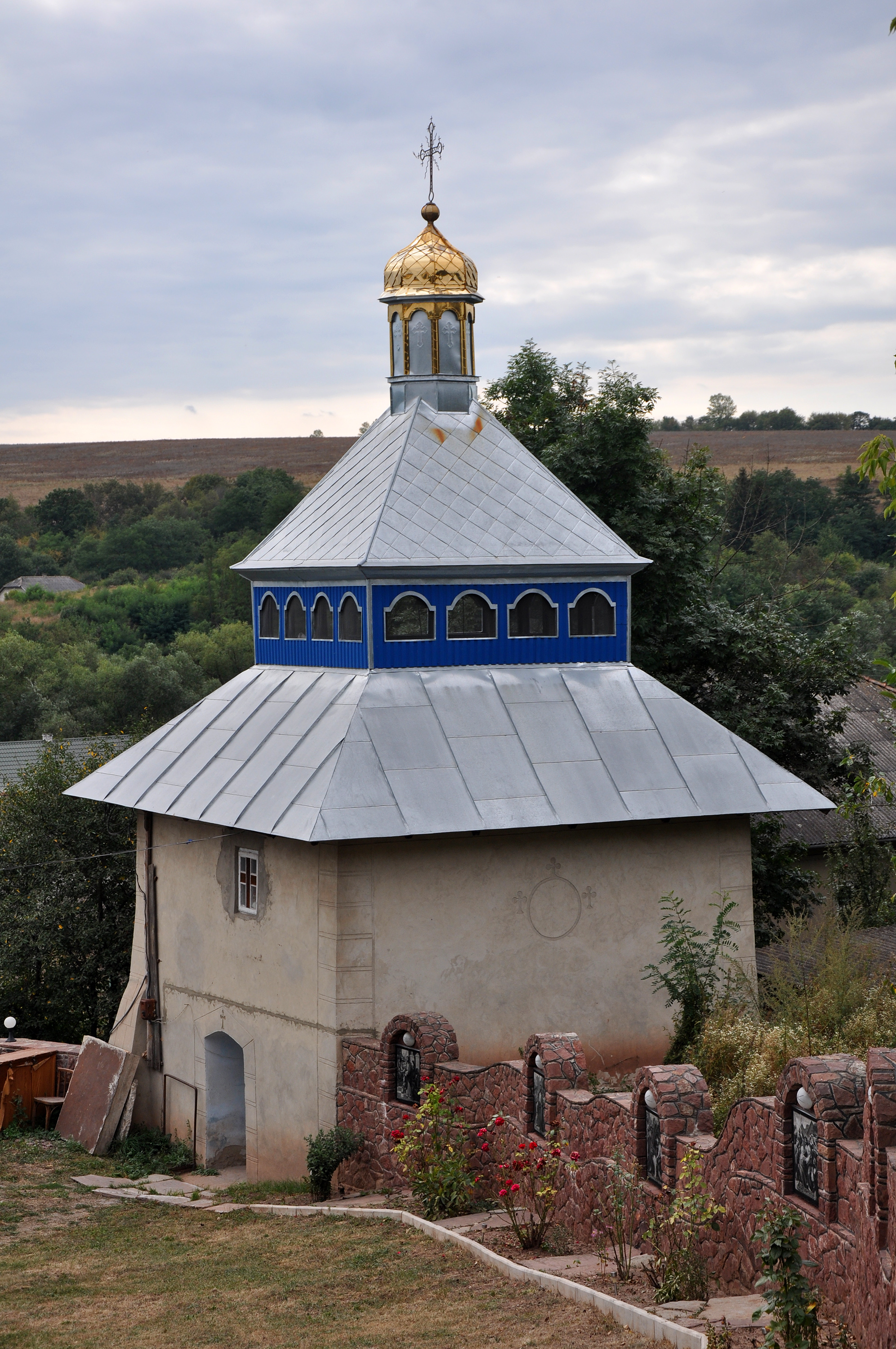
Дзвіниця церкви Успіння Богородиці
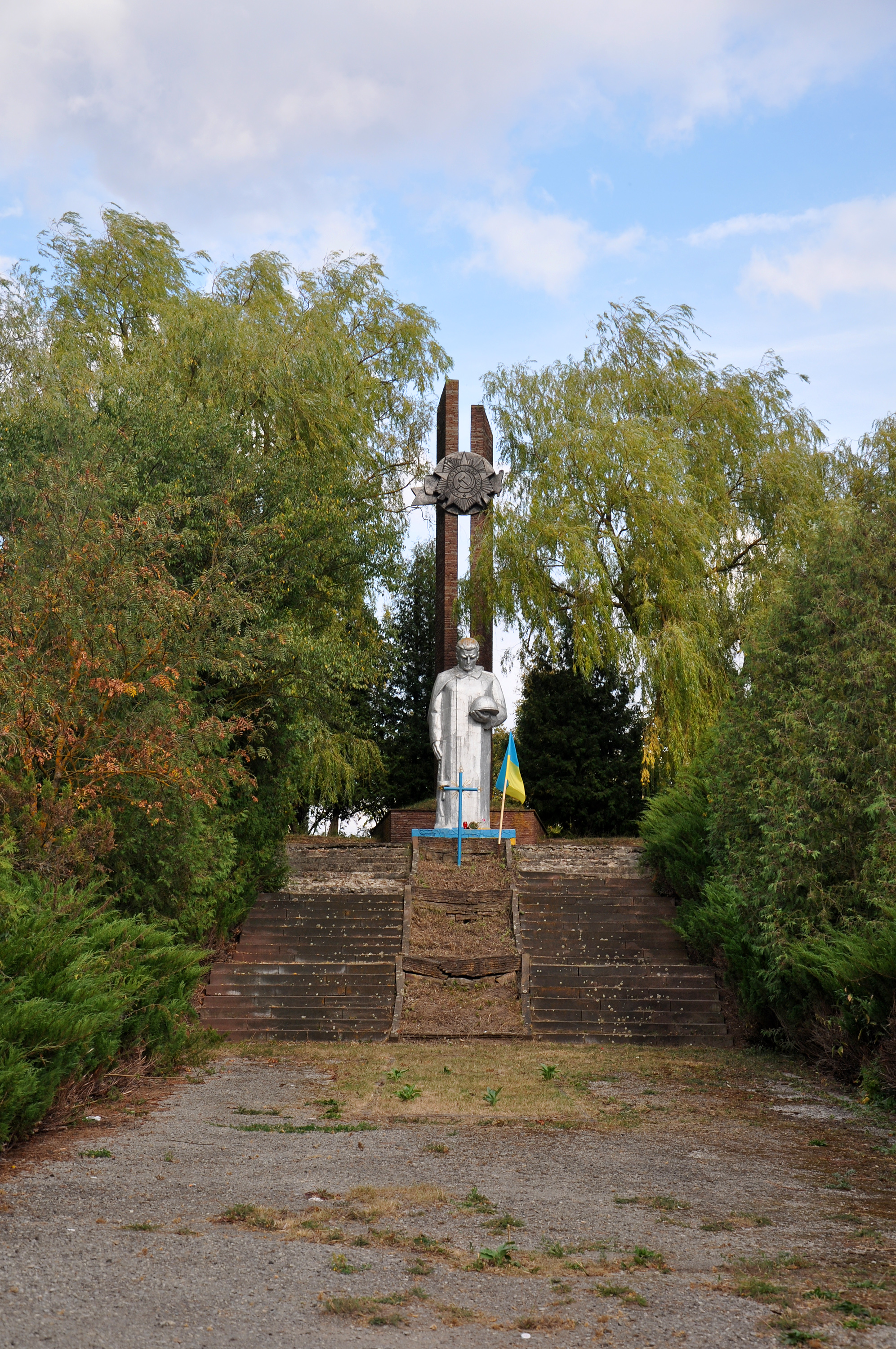
Пам'ятний знак воїнам-землякам, які загинули в роки Другої світової війни
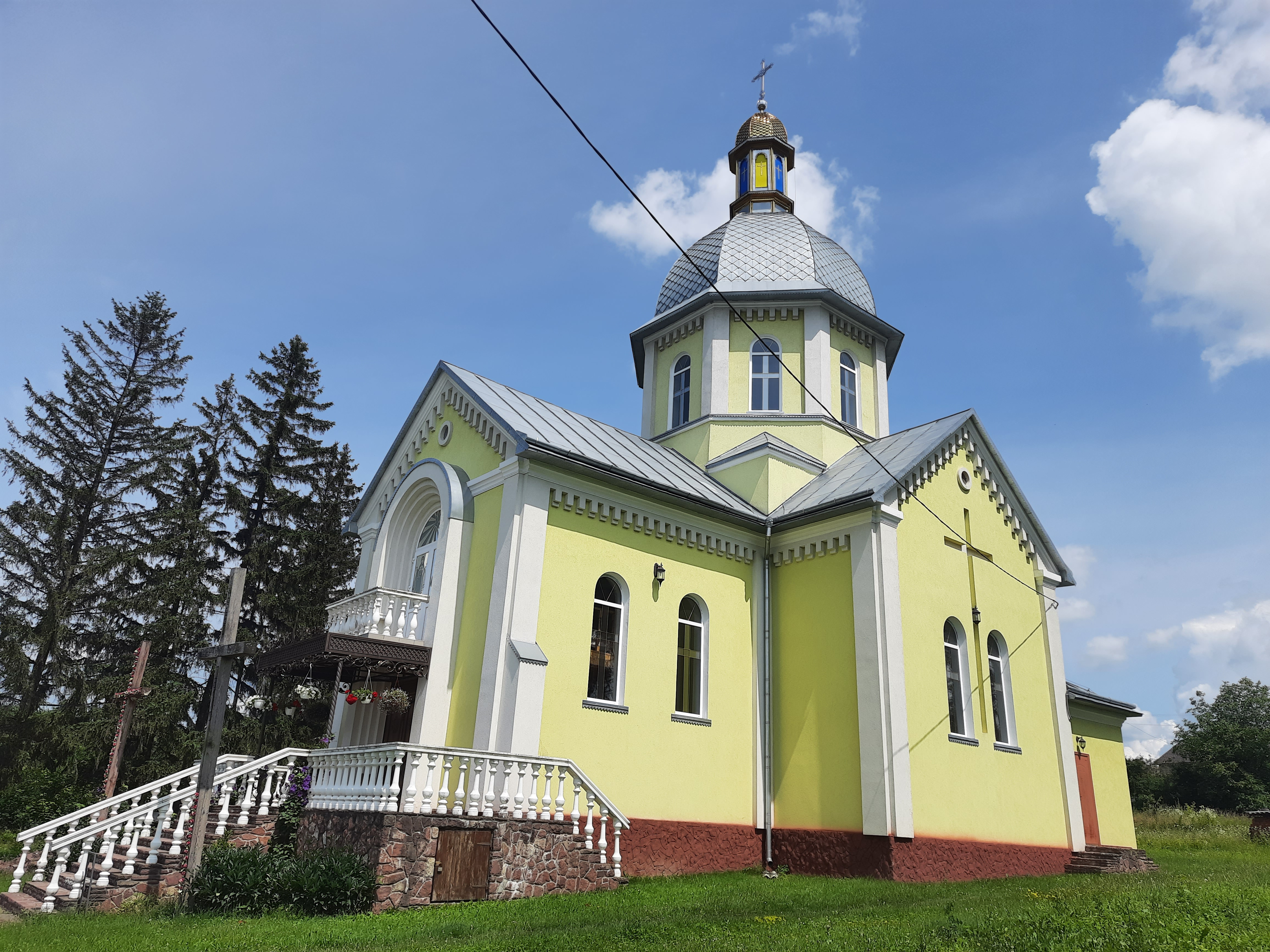
Церква Успіння Пресвятої Богородиці (2011, УГКЦ)
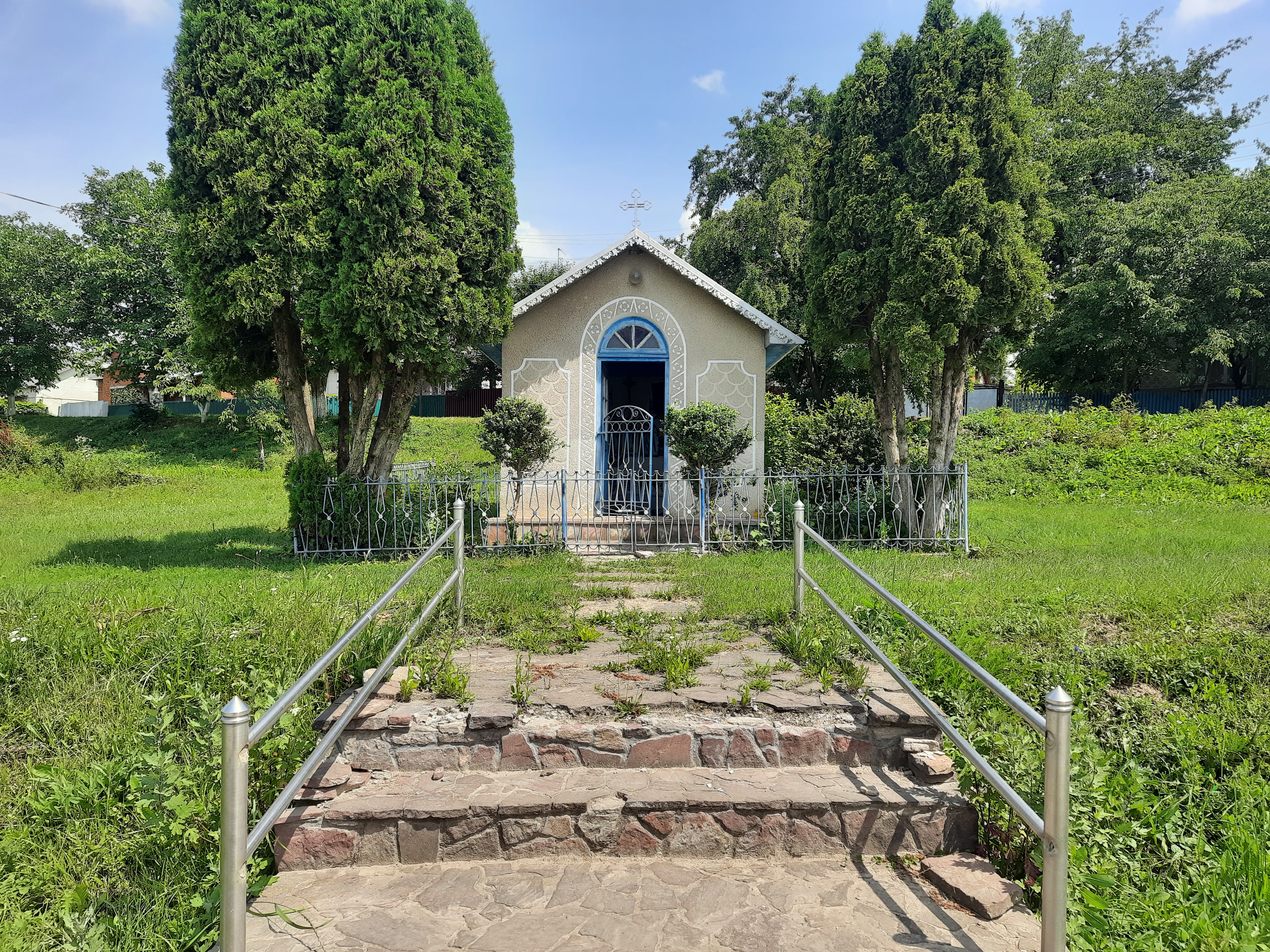
Капличка
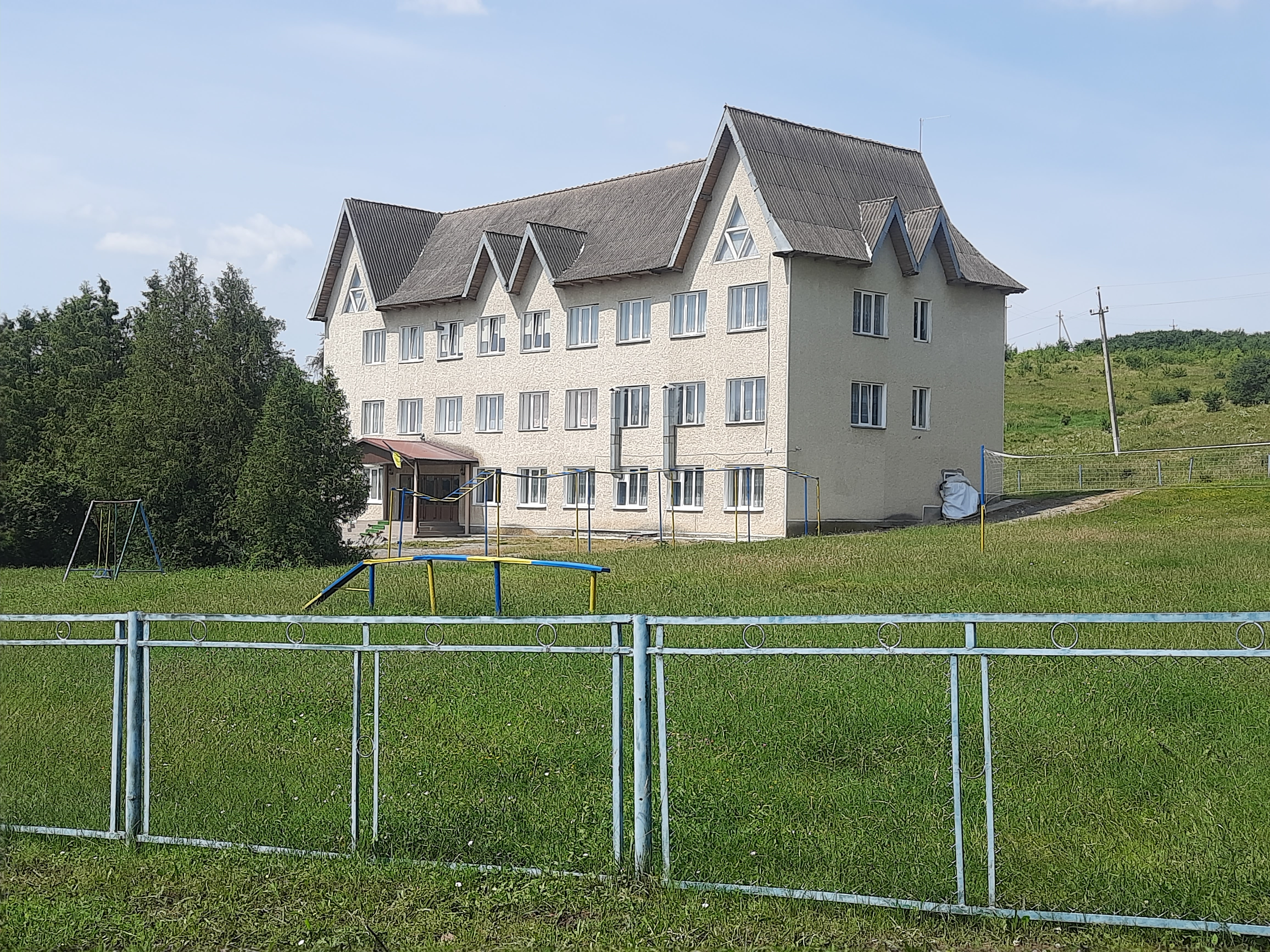
Школа
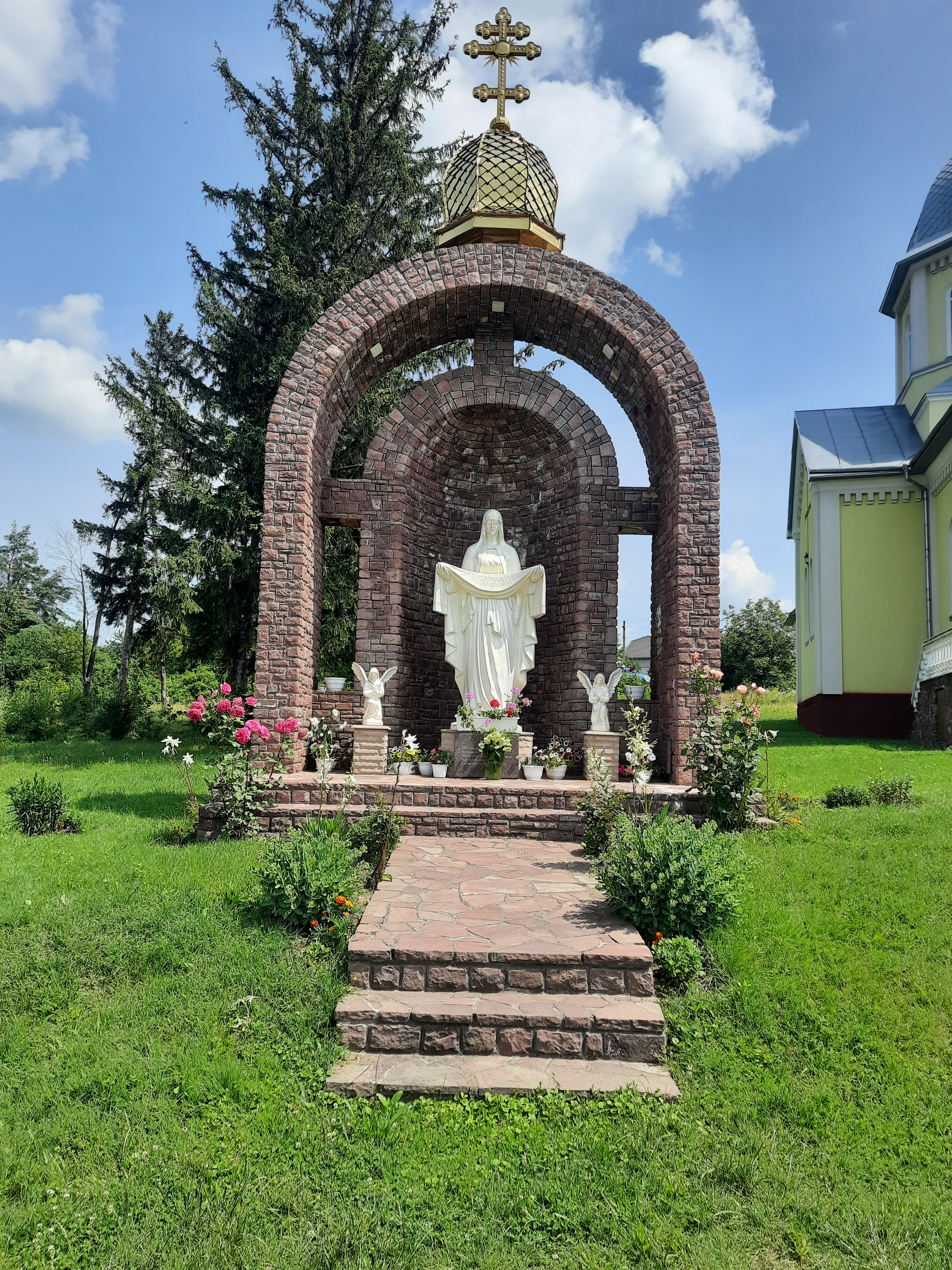
Статуя Божої Матері
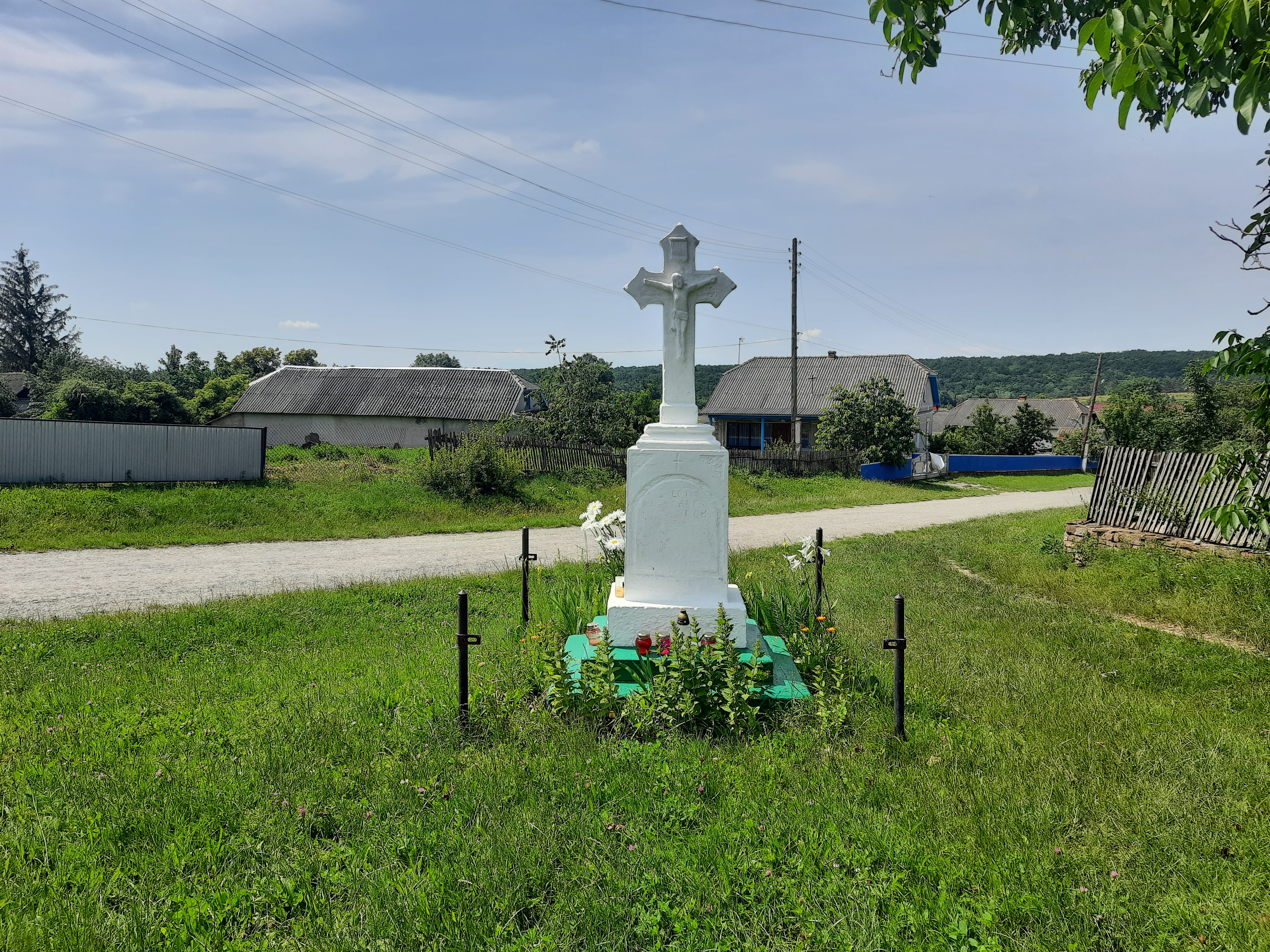
Пам'ятний хрест